# Bušinovke
Bušinovke (cistaonice, bušini, lat. Cistaceae), biljna porodica iz reda sljezolike koje je ime dobila po rodu bušin (baršinac; Cistus). Većina vrsta su grmovi, manji grmići i zeljasto bilje rašireni u području Europe i mediteranskog bazena, te u Sjevernoj Americi i nekoliko vrsta u Južnoj Americi. Često su kserofiti. 229 vrsta u 8 rodova.
Uz rod Cistus pripadaju joj i sunčanica ili deveternik (Helianthemum), tuberarija (Tuberaria), sunčac (Fumana), Crocanthemum, Hudsonia, Lechea
U Hrvarskoj raste nekoliko vrsta i podvrsta, vlasnati bušin (Cistus incanus), ljepivi bušin (Cistus monspeliensis), kaduljasti ili bijeli bušin (Cistus salvifolius), arapski sunčac (Fumana arabica), obični sunčac (Fumana procumbens), sredozemni sunčac (Fumana thymifolia), siva sunčanica (Helianthemum canum), obična sunčanica (Helianthemum nummularium), vrbolisna sunčanica (Helianthemum salicifolium), istočkana sunčanica ili sunčanica pjegava (Tuberaria guttata) i još neke.

## Rodovi
1. Fumana (Dunal) Spach (22 spp.)
2. Lechea Kalm ex L. (18 spp.)
3. Crocanthemum Spach (23 spp.)
4. Hudsonia L. (3 spp.)
5. Helianthemum Mill. (115 spp.)
6. Tuberaria (Dunal) Spach (11 spp.)
7. Halimium (Dunal) Spach (8 spp.)
8. Cistus L. (29 spp.)